# Yaqui
Yaqui eller Yoeme är ett ursprungsfolk i dalgången för Yaquifloden i den mexikanska delstaten Sonora och sydvästra USA. De har också små bosättningar i Sinaloa, Chihuahua och Durango. Pascua Yaqui-stammen bor i Tucson, Arizona. Yaqui bor även i andra delar av sydvästra USA, särskilt i Nevada och Kalifornien.

## Språk
Yaquispråket tillhör språkfamiljen Uto-Aztecan. Yaqui talar ett Cahitanspråk, en grupp på cirka 10 ömsesidigt begripliga språk som tidigare talades i stora delar av delstaterna Sonora och Sinaloa. De flesta Cahitanspråken är numera utdöda. Endast Yaqui och Mayo talar fortfarande Cahitanspråk. Cirka 15.000 Yaqui-talande bor i Mexiko och 1000 i U.S.A, mestadels Arizona
.
Yaqui kallar sig Hiaki eller Yoeme, yaquiordet för person (yoemem eller yo'emem betyder "folk"). Yaqui kallar sitt hemland Hiakim, vilket en del hävdar är ursprunget till namnet "Yaqui". De beskriver även sig själva som Hiakinationen eller Pascua Hiaki, vilket kan översättas till "påskfolket", ett resultat av att de flesta konverterat till katolicismen under inflytande av jesuiterna i det koloniala Mexiko.

## Historia

### Conquistadorer och missionärer
När spanjorerna först kom i kontakt med Yaqui 1533, bodde de i ett område längs den nedre loppet av Yaquifloden. De uppskattades till 30.000 individer som bodde i 80 rancherias (Yaquibyar) i ett område omkring 100 km långt och 25 km brett. Några Yaqui bodde nära mynningen av floden och var beroende av havet för sitt uppehälle. De flesta bodde i jordbrukssamhällen och odlade bönor, majs och squash på mark som översvämmas av floden varje år. Några levde en nomadiserande tillvaro i öknar och berg och var beroende av jakt och samlande..
Under en expedition för att upptäcka länder norr om spanska bosättningarna mötte Kapten Diego de Guzman Yaqui år 1533. Ett stort antal krigare konfronterade spanjorerna. Deras ledare, en gammal man, drog en linje på marken och uppmanade spanjorerna att inte korsa den. Han förkastade även deras begäran om mat. En strid följde, spanjorerna segrade men drog sig ändå tillbaka. Så inleddes 400 år av kamp, ofta beväpnad, för Yaqui för att skydda sin kultur och sitt land.
1565 försökte Francisco de Ibarra att upprätta en spansk bosättning i Yaquis territorium, men misslyckades. Det som förmodligen räddade Yaqui från en tidig spansk invasion var avsaknaden av silver och andra ädla metaller inom deras territorium. År 1608 segrade Yaqui och 2.000 indiska allierade, mestadels Mayo, över spanjorerna i två slag. Ett fredsavtal 1610 resulterade i gåvor från spanjorerna och 1617 kom missionärer från jesuitorden.
Yaqui levde under ett ömsesidigt fördelaktigt förhållande med jesuiterna i 120 år. Många konverterade till kristendomen men behöll samtidigt flera av sina traditionella föreställningar. Jesuiternas styre över Yaqui var fast men Yaqui kunde ändå behålla sin mark och sin identitet som ett folk. Jesuiterna introducerade vete, boskap och hästar. Yaquisamhället blomstrade och missionärerna gavs möjlighet att utvidga sin verksamhet längre norrut. Jesuiternas framgång underlättades av det faktum att den närmaste spanska bosättningen låg 160 km bort och Yaqui kunde undvika interaktion med spanska nybyggare, soldater och gruvarbetare. Viktigt var också att epidemier av europeiska sjukdomar, som fick katastrofala följder för många ursprungsfolk, inte tycks ha påverkat Yaqui särskilt allvarligt. Yaquis rykte som krigare plus jesuiternas skydd bidrog sannolikt också till att de inte användes som slavar i lika stor utsträckning som andra ursprungsfolk. Jesuiterna övertalade Yaqui att bosätta sig i åtta städer: Pótam, Vícam, Torim, Bácum, Cócorit, Huirivis, Benem och Rahum.
Från 1730-talet började dock spanska nybyggare och gruvarbetare inkräkta mer och mer på Yaquis land och den spanska koloniala regeringen blev mer närgången. Detta skapade oro hos Yaqui och ledde till en kort men blodig Yaqui- och Mayorevolt 1740. Ett tusen spanjorer och 5.000 urfolk-människor dödades vilket medförde en långvarig fientlighet mellan parterna. Jesuiterna utvisades från Mexiko 1767 och de franciskanska präster som ersatte dem fick aldrig Yaquis förtroende. En orolig fred mellan spanjoren och Yaqui följde under många år efter revolten. Yaqui lyckades upprätthålla sin sammansvetsade organisation och det mesta av sin självständighet gentemot spanjorerna och efter 1821, det mexikanska styret.

### Yaquikrigen
Huvudartikel: Yaquikrigen

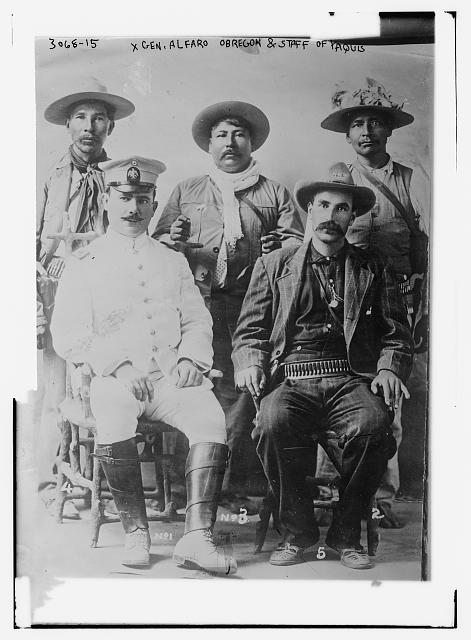
Gen. Obregón och Yaquis, ca 1910

Mexikos kamp för självständighet från Spanien i början av 1800-talet visade att Yaqui fortfarande ansåg sig vara självständiga. De förblev neutral och efter att Mexiko blivit självständigt vägrade Yaqui att betala skatt. Detta ledde till en Yaquirevolt 1825 under ledning av Juan Banderas. Banderas ville förena Mayo, Opata, Pima och Yaqui till en egen självständig stat, oberoende av Mexiko. Man lyckades driva ut mexikanerna ur sina territorier, men Banderas besegrades slutligen och avrättades 1833. Detta ledde till en rad nya uppror. Yaqui stödde fransmännen under Maximilian I:s korta regeringstid  i Mexiko på 1860-talet. Under ledning av José Maria Leyva, känd som Cajemé, fortsatte Yaqui kampen till 1887, då Cajeme greps och avrättades. Kriget medförde en rad brutaliteter som utfördes av de mexikanska myndigheterna inklusive en massaker 1868, där armén brände ihjäl 150 Yaqui i en kyrka.
Yaqui försvagades av en ny serie krig till följd av den mexikanska regeringens nya policy genom vilken stora delar av Yaquis marker helt enkelt konfiskerades. Många fördrivna Yaquis anslöt sig till krigarband i bergsområdena vilka bedrev en gerillakampanj mot den mexikanska armén. Under den mexikansk diktator Porfirio Diaz 34-åriga styre provocerades de kvarvarande Yaqui i Sonora till upprepade uppror som förevändning för ytterligare konfiskeringar av mark för exploatering av investerare för både gruv- och jordbruk. Många Yaqui såldes för sextio pesos per huvud till ägarna av sockerrörsodlingar i Oaxaca och tobaksplanterare i Valle Nacional medan tusentals andra såldes till plantageägarna i Yucatán.
1908 hade åtminstone 5000 Yaqui sålts som slavar. På Valle Nacional fick de förslavade Yaquis arbeta tills de dog. Även om det fanns de som lyckades rymma var de långt hemifrån och de flesta dog till slut av svält. På Guaymas sattes tusentals Yaquis på båtar och skickades till San Blas där de tvingades gå över 320 kilometer till San Marcos och järnvägsstationen. Många kvinnor och barn klarade inte den tre veckor lång resan över bergen, och deras kroppar lämnades vid sidan av vägen. Den mexikanska regeringen upprättade stora koncentrationsläger i San Marcos, där de återstående Yaquifamiljerna splittrades. Individer såldes sedan som slavar och packades i tågvagnar som tog dem till Veracruz, och sedan vidare till hamnstaden Progreso i Yucatan. Där transporterades de till sin slutdestination, de närliggande henequenodlingarna. På plantagerna tvingades Yaquis att arbeta i det tropiska klimatet från morgon till kväll. Yaquikvinnor tilläts endast gifta sig med kinesiska arbetare. Matransonerna var begränsade och arbetarna blev fysiskt straffade om de inte lyckades klippa och trimma minst 2.000 henequenblad per dag. Efter dagens arbete låstes de in. De flesta av de män, kvinnor och barn som skickas till slavarbete på plantagerna dog där. Två tredjedelar dog inom ett år.
Yaquis motstånd fortsatte under denna period. I början av 1900-talet antog många Yaquis andra stammars identitet eller blandade sig med den mexikanska befolkningen i Sonora. Andra lämnade Mexiko för USA och upprättande enklaver i södra Texas, New Mexico, Arizona och Kalifornien. Många Yaquis som bodde i södra Arizona återvände regelbundet till Sonora efter att ha arbetat och tjäna pengar i USA, ofta med syftet att smuggla skjutvapen och ammunition till de Yaquis som fortfarande kämpade mot den mexikanska regeringen. Skärmytslingar fortsatte fram till 1927, då den sista stora striden mellan den mexikanska armén och Yaqui utkämpades vid Cerro del Gallo Mountain. Med hjälp av tungt artilleri, maskingevär och flygplan lyckades slutligen de mexikanska myndigheterna besegra Yaquis motstånd.

### Yaqui och Cárdenas regeringen
General Lázaro Cárdenas från Constitutionalistarmén besegrade Yaqui 1917. Men 1937, då han blivit president, tilldelade han Yaqui mark på norra sidan av Yaquifloden och lät anlägga en damm för konstbevattning. Detta möjliggjorde även fortsättningsvis ett visst självstyre.

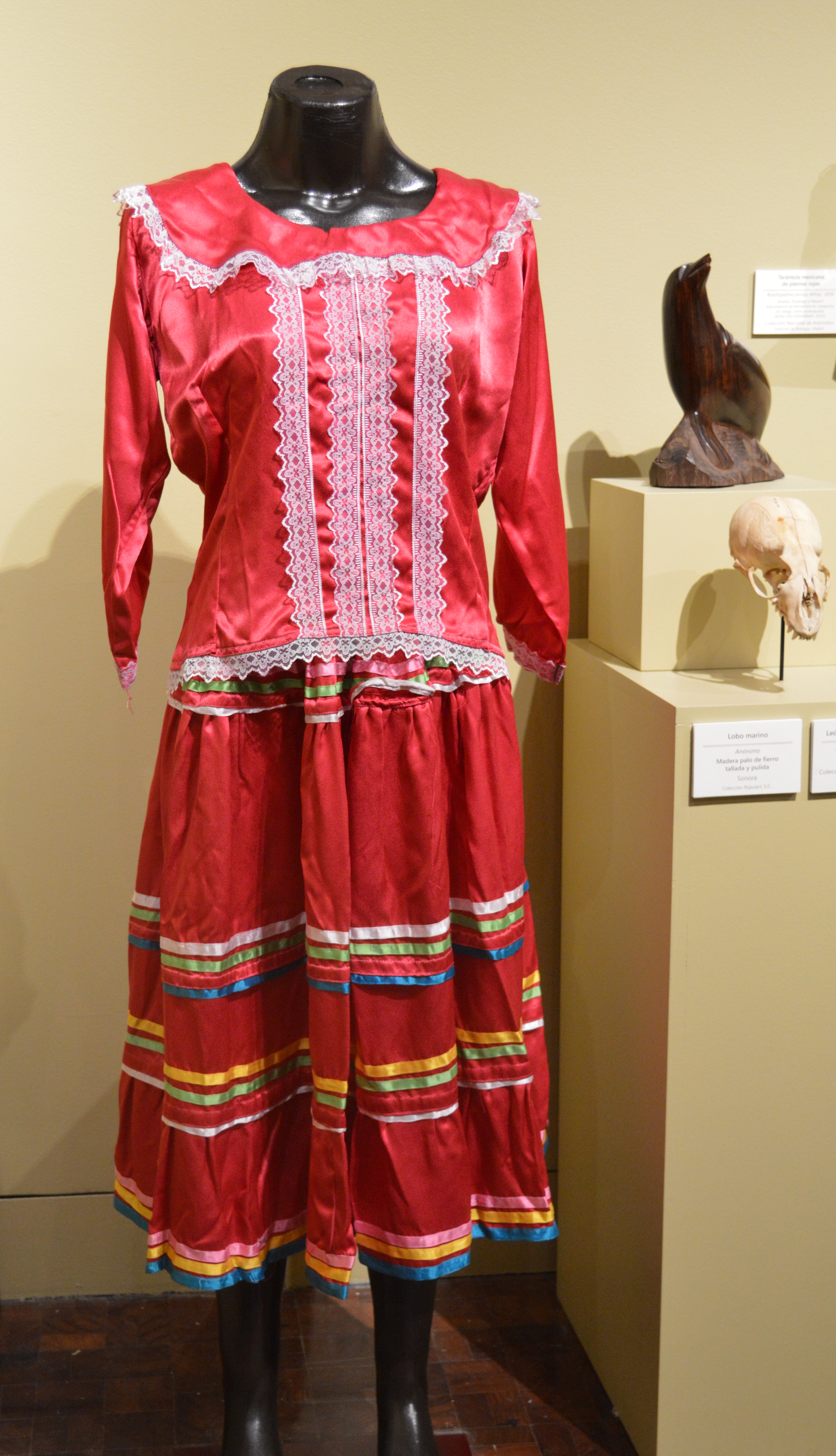
Traditionell vardagsdräkt för Yaquikvinnor från Museo de Arte Popular, Mexico City.

## Levnadssätt
Förr levde Yaqui huvudsakligen av jordbruk. De odlade framför allt bönor, majs och squash. Längs Yaquifloden och i kustområdena av Sonora och Sinaloa var även fisket viktigt. Bomullsprodukter var en annan viktig del. Yaqui har varit kända som skickliga krigare och har historiskt många gånger beskrivits som högväxta.

## Kosmologi och religion
Yaquis världsuppfattning skiljer sig avsevärt från deras europeisk-mexikanska och europeisk-amerikanska grannar. Exempelvis består världen (i Yaqui, ania) av fem skilda världar: ökenvildmarksvärlden, den mystiska världen, blomvärlden, drömvärlden och nattvärlden. Mycket av Yaquis ritualer och traditioner är fokuserade på att fullända dessa världar och eliminera den skada som har tillfogats dem, särskilt av människor. Många Yaquis har kombinerat dessa idéer med sin katolicism och tror att världens existens är beroende av det årliga utförandet av fastan och påsken. 
Religionen, som kan sägas vara en blandreligion av Yaqui, Jesuit- och senare Franciscanmissionärer, bygger på sång, musik, bön och dans, allt utfört av utsedda medlemmar i samhället. Ett exempel på blandreligionen är hjortsången (maso bwikam) och hjortdansen, som utförs av en pascoladansare (pascola=påsk, från spanskans pascua), även känd som en "hjortdansare". Pascolas uppträder vid flera tillfällen under året, men särskilt under fastan och påsk. Hjortsångsritualen liknar på många sätt grannfolken Uto-Azteks ritualer, till exempel Mayo.
Blommor är mycket viktiga i Yaquis kultur. Enligt Yaqui växte blommor från Jesus blod som fälldes vid korsfästelsen. Blommor ses som en manifestation av själen. Det förekommer att Yaquimän hälsar på en nära manlig vän med frasen Haisa Sewa? ( "Hur är blomman?").